# Катик Арон Ілліч
Аро́н Іллі́ч Кати́к (або Саріба́н-Кати́к, караїм. Sariban-Katyk; *25 квітня (7 травня) 1883, Євпаторія — †20 травня 1942, Ленінград) — караїмський письменник, педагог і громадський діяч, перший караїмський священик-газзан з вищою освітою.

## Біографія
25 квітня 1883 року в Євпаторії у небагатій та численній родині меламеда, вчителя мідраша народився молодший син, якому дали ім'я Арон. Відповідно караїмським звичаям, хлопчак повинен був відвідувати початкову школу (в яку він пішов дуже рано) щоби вивчати, насамперед, духовні цінності і тексти та отримати фах різника (такі були консервативні звичаї караїмів).
Відмінно закінчивши караїмський мідраш, Арон був запрошений до Олександрійського караїмського духовного училища. Під опікою відомого караїмського педагога Іллі Казаса та інших вчителів, караїмський юнак захопився наукою і склав свою долю із подальшим навчанням. Та спершу треба було дотриматися зобов'язання (згідно уставу училища його випускники повинні були відпрацювати кілька років у початковій караїмській школі — передаючи свої знання дітям). Тож, три роки, з 1902 по 1904, Арон Катик викладав у мідраші міста Севастополь.
Із Севастополя юнак переїхав до Одеси (центру півдня імперії) і поступив на філологічний факультет до Новоросійського університету. А в 1911 році Арон Катик, здавши диплому роботу («Воля за вченням Шопенгауера»), отримав диплом I ступеня.
Після закінчення навчання перспективний педагог повернувся в 1912 році до Криму, щоби стати вчителем та старшим газзаном Феодосії. Одружившись з Рахіль Шапшал він породичався з впливовими караїмськими сім'ями (Шапшалів та Казасів) і втілював культурно-громадську діяльність в містечку, і не тільки. В 1914 році Арон Катик став засновником журналу «Вісник караїмського життя» та вийти у світ першому в Криму караїмському виданню не судилося — почалася І-а світова війна. В часи війни Катик займався педагогічною та благочинною роботою і зарекомендував себе з позитивної сторони.
За заслуги перед громадою караїмів та за настановою родини (яка опікувалася навчальними й духовними закладами Євпаторії), Арон Ілліч, в 1916 році, повернувся до рідного міста на посаду інспектора Олександрійського караїмського духовного училища та викладання загальних предметів, в ньому ж. Крім того, таку відому й вчену людину одразу ж було назначено молодшим газаном та запрошено до Таврійського і Одеського караїмського духовного правління.
В неспокійні часи довелося Арону Катику кермувати караїмською спільнотою міста й краю. Йому нарешті вдалося втілити в життя ідею з випуском караїмської періодики, з 1917 по 1919 роки він редагує «Вісті Таврійського і Одеського караїмського духовного правління», за підтримки головного гахама С. М. Шапшала їм вдалося випустити сім вісників. Через військову ескалацію та складні умови життя чимало караїмів перестало ходити до училища, а коли Червона армія впритул наблизилася до Криму, постало питання про закриття, названого в честь царя, Олександрійського караїмського духовного училища.
А вже з 1920 року про Арона Катика почали говорити в Москві, куди він переїхав разом з родиною (адже в столиці жило чимало караїмів та родина дружини), сподіваючись розпочати там нове життя, викладаючи у школах. За підтримки свого брата Абрама Ілліча Катика (засновника міста Шахтарськ, власника тютюнової фабрики «Дукат» голови Правління караїмської громади Москви і Московського караїмського благодійного товариства допомоги бідним караїмам) Арону Катику вдалося осісти в Москві, а, невдовзі, його вже було призначено старшим газаном Москви та учителем початкової караїмської школи, з 1922 йому знову довелося налагоджувати духовне життя своєї общини.
В 1928 році кенасу в Москві зачинено, щоби утримувати свою родину і не попасти в немилість більшовиків, Арон Катик зайнявся літературною діяльністю й освітою, викладаючи російську мову та літературу в московських школах. Відомому караїмському автору та філологу не було місця серед пролетарських письменників, і йому довелося працювати коректором у видавництвах «Товариство колишніх політкаторжан» і «Північна Азія».
Влада усілякими методами утискала караїмів, коли доводилося проводити молитви в помешканнях тих малочисельних караїмських сімей, їх позбавляли роботи і навіть засобів існування, що призводило до їхнього остаточного виїзду. Поневіряння сім'ї Арона Катика у Москві закінчилися, коли він, з родиною, в 1932 році перебирається до Ленінграду. Там відомий діяч караїмської общини навчав математики в навчальних закладах коректором у видавництвах «Молода гвардія» та «Художня література». Хоча він тривалий час і працював у столичних видавництвах, але так і не видав жодної своєї збірки (за 20 років).
2-а світова війна застала караїмську родину Катиків також в Ленінграді. В ці роки Арон Катик викладав латину в Ленінградському юридичному інституті (з 1938 року). Воєнні лихоліття знову приблизилися, і знову блокада, яку він не пережив, померши від виснаження в 1942 році.
Своє сімейне життя Арон Катик пов'язав з Рахіль Самуїлівною Шапшал, яка була дочкою відомої караїмської династії Шапшалів (просвітителів та фінансистів). У них була дочка Діана. Подальша доля родини Арона Катика і місце поховання невідомі.

## Творчі здобутки
Програма навчання учнів старших класів Олександрійського караїмського духовного училища складена Ілльою Казасом спонукала молодих караїмів до творчих експериментів, адже необхідно було перекладати теологічні та філософські трактати минулого та сучасних (французьких чи німецьких) авторів. Дискусії та настанови, які проводив караїмський педагог-новатор Казас (за що він і позбувся посади інспектора училища, наприкінці свого життя, попавши в опалу консервативного караїмського оточення) виходили за межі училища, а найздібніші учні мали змогу прийняти в них на сторінках тогочасних періодичних видань. Тож, один із найкращих випускників училища, Арон Катик перші свої творчі роботи: відозви, теологічні роздуми-статі та біографічні розвідки відправляв своєму учителю та отримував схвальні відгуки та підтримку.
А в 1909 році одеське видавництво С. К. Цессарського запропонувало читачам, юнацтву, пізнавальну книжечку на 32 сторінки молодого караїмського автора. Історичний нарис «Римський цирк (Опис будівлі римського Цирку і видовищ в ньому)» було присвячено першому учителю, караїмському просвітителю Іллі Казасу.
Як і більшість тогочасних творчих особистостей, Арон Катик пробував віршувати: жартівливі вірші-пісні, студентські епіграми, посвяти-оди. Чимало їх він потім використав у своїх драматичних творах, але кілька з них стали відомими. Найбільш відомим стала посвята учителю «Пам'яті І. І. Казаса» надрукована у Москві в журналі «Караїмське життя».
Смерть Іллі Казаса в 1912 році вразила Арона Катика і він виголосив натхненну промову «Ты не умрёшь!» над могилою свого учителя. Друзі і сподвижники просвітителя переписали промову і видрукували, як статтю в журналі «Караїмське життя» в 1912 році:
|  | Меж тронов славных мудрецов блистал твой трон… Трудна была твоя дорога, над лирой знамя педагога держал ты твердою рукой; будил народ ты спавший свой и звал вперед, и знаний свет ему дарил ты много лет. |

Ці посвяти утвердили Арона Катика в очах караїмської громади, як сильного оратора. Він ще не раз це підтверджував у своїх статях та відозвах в караїмській пресі: «Караїмське життя», «Караїмське слово». Відтак його й було запрошено до Таврійського і Одеського караїмського духовного правління, де він займався написанням відозв, досліджень та інших речей (по сучасному, наче прес-аташе), а коли заснували «Вісник Таврійського і Одеського караїмського духовного правління» то ні в кого не виникло питання хто буде редагувати це видання. Арон Катик суттєво приклався до виходів семи випусків цього караїмського видання: і як редактор-коректор (бо мав досконалу філологічну освіту), і як автор дописів, розвідок.
Оскільки чимало життя Арона Катика було пов'язано із караїмською школою, то він досконало знав про усі процеси довкола неї. І не дивно, що написане ним в 1911 році оповідання «Учитель» та «Записи мідрашника» справили величезне враження на російського читача. Продовженням розповідей про караїмську школу було оповідання «Муса Бурма», яку він чомусь не наважився опублікувати.
Його вірш «Султан Тота», який був написаний у жартівливому стилі вподобали у Євпаторії (тогочасному культурному центрі караїмів). Під псевдонімом «Ми» Арон видав пісню про євпаторійського пиріжника Кара-Мошу, яка була написана на караїмській і російській мові.
Головне літературне надбання Арона Катика — драматичні твори. Першу свою п'єсу «Хто правий» він написав у 1912 році, у якій показав протиріччя двох поколінь, а саме — батьків і дітей. Спершу п'єсу він написав російською мовою (мав намір надрукувати в російській пресі), але потім перевів на рідну караїмську мову. А п'єса «Алишмаган башка калпак ярашмаз» («На незвичну голову шапка не лізе») — це пародія на надмірне захоплення європейськими манерами (в одязі, поведінці).
Сатирико-гумористичні «Записки нареченого» були опубліковані в 1913 році в журналі «Караїмське слово».
Свідченням того, що Арон Катик знався і захоплювався караїмською культурою стала публікація комедії «Яддес» у 1919 році, яка була наповнена великою кількістю прислів'їв, приказок, пісень і танців. Ця п'єса одразу справила велике значення на караїмську спільноту (була поставлена в Олександрійському духовному училищі).
|  | В даний час, коли серед нас так швидко вмирає любов до творів рідної старовини, коли ці твори забуваються і зникають, - я б хотів, щоб мій маленький «Яддес» порушив хоч у деяких читачів інтерес до скарбів караїмських меджум (рукописних збірок фольклору). Якщо ще на додачу «Яддес» доставить декому трошки веселощів, я буду цілком задоволений.. |

В часи революції в Росії (1917–1918 роки) Арон Катик як і більшість його сучасників захопився темою класової боротьби. Так, в 1918 році було опубліковано п'єсу «Йені йака ески тон» — «Новий комір до старої шуби», про вчителів-новаторів, що боролись за нові, європейські способи виховання. Переїхавши до більшовицької Москви він ще більше перейнявся ідеями соціалізму. В Москві вийшли соціалістично-революційні п'єси: про нерівний шлюб і суспільні забобони караїмської спільноти «Меттанасиз» — «Безприданниця» (1920 рік), «Амма да кіюв» — «Ось так наречений» (1923 рік); про релігійні протиріччя і консерватизм були написані такі п'єси: «Динсизнин хакиндан імансиз келир» — «Від безбожництва приходить зневіра» або «Найшла коса на камінь» і «Донме» — «Відступник».
Вражений тяжким становищем караїмів у революційній Росії, Арон Катик не оминув своєю увагою голод і зубожіння 1922 року, у п'єсі «Ачлик» — «Голод». А в 1926 році він написав комедію «Потяг». Останньою опублікованою п'єсою Катика стала — «Санки-пролетар» — «Лжепролетарій» (1927 рік).
До сучасників дійшли тільки опубліковані п'єси Арона Катика: «Хто правий» (1912), «Яддес» (1918); «Алышмаган башка калпак йарашмаз» — «На незвичну голову шапка не лізе»; «Ени йака эски тон» — «Новий комірець та стара шуба»; «Меттанасыз» — «Безприданниця» (1920); «Донме» — «Відступник» (1921); «Амма да кийув» — «Ось так наречений», комедия; «Динсыз хакындан иммансыз гелир» — «Від безбожництва приходить зневіра» (1924); «Поїзд» (1926); «Санки — пролетарь» — «Лжепролетарій» (1927); «Бахчи — базырганы» — «Продавець фруктів».
Ніби підсумовуючи свої творчі досягнення в 1927 році в Сімферополі Катик написав замітку «Короткий огляд моєї літературної діяльності», в якій відзначив, що в своїх працях намагався показати життя караїмів «таким, яким воно є, з усіма її позитивними і негативними сторонами, не стаючи ні на сторону фанатичних ультра-націоналістів, ні на бік непримиренних огудників караїмів».
Більшість творів Арона Катика були опубліковані в періодичних виданнях: «Караїмське життя», «Караїмське слово», «Бізім Йол», «Вісті Таврійського і Одеського караїмського духовного правління». В цих же та інших виданнях друкувалися його статті, вірші, історичні дослідження, промови. Чимало його творчих задумів залишилися в рукописах і неопубліковані.